# Mąż trzech żon
Mąż trzech żon (oryg. niem. Der Mann mit den drei Frauen) – operetka Franza Lehára z librettem Juliusa Bauera. Premiera miała miejsce 21 stycznia 1908 roku w Theater an der Wien w Wiedniu.
Po sukcesie Wesołej wdówki Lehár nie zwrócił się po libretto do autorów sukcesu poprzedniej operetki, Léona i Steina, być może obawiając się, że ta sama sztuka nie może się udać dwa razy, tylko do Juliusa Bauera, z którym pracował już przy Małżeństwie dla żartu. Temat libretta na pierwszy rzut oka wydawał się dobrze pomyślany. Nawiązywał do kiełkującego ruchu turystyki masowej. Akcja przenosiła się do różnych krajów i miast, co kompozytorowi i scenografowi stwarzało szersze możliwości wypowiedzenia się. Bohaterem sztuki był Hans Zisper, pilot wycieczek turystycznych, który z racji swych ustawicznych wyjazdów z Wiednia do Paryża i Londynu w każdym z miast wije sobie gniazdko z uroczą kobietą. Wiedenka, Lori, prawowita żona, pierwsza wpada na trop potrójnego życia męża i otwiera oczy rywalkom. Załatwia każdej z nich męża, a swojego przywozi z powrotem do Wiednia. Postaci nakreślone stereotypowo, płaskie dowcipy i ospała akcja nie mogły zapewnić sztuce sukcesu.
Premiera 21 stycznia w Theater an der Wien, z Mizzi Günther w roli Lori, spotkała się z diametralnie różnymi ocenami krytyki, gdy idzie o libretto. Niektórzy krytycy zachwycali się jego lekkością, zgrabną konstrukcją i dowcipnością dialogów, inni narzekali na trywialność dowcipu i nudę wiejącą ze sceny. Muzykę zgodnie chwalono, niekiedy przesadnie, jakby bojąc się urazić kompozytora, którego poprzedni utwór właśnie zdobywał świat. Wiedeńska publiczność oceniła spektakl surowiej. Z trudem utrzymano afisz do końca sezonu, dając w sumie 80 przedstawień. Zagrano potem jeszcze Męża trzech żon na wielu prowincjonalnych scenach cesarstwa, w teatrach niemieckich i kilku obcojęzycznych. Nigdzie nie odniósł jednak sukcesu.